# Acantholycosa sayanensis
Acantholycosa sayanensis Marusik, Azarkina & Koponen, 2004 è un ragno appartenente alla famiglia Lycosidae.

## Etimologia
Il nome della specie deriva dalla zona di rinvenimento: la catena montuosa dei Monti Sayan, nel territorio di Krasnojarsk.

## Caratteristiche
L'olotipo maschile rinvenuto ha lunghezza totale è di 8,50mm; la lunghezza del cefalotorace è di 4,50mm; e la larghezza è di 3,50mm.

## Distribuzione
La specie è stata reperita nella Russia centrale: l'olotipo maschile è stato rinvenuto 35-40 chilometri a sudovest del lago Oiskoye, nei Monti Sayan, appartenenti al territorio di Krasnojarsk.

## Tassonomia
Appartiene all'azyuzini-group, le cui caratteristiche peculiari sono: l'embolum largo e l'escrescenza dell'apofisi paleale di forma peculiare.
Al 2016 non sono note sottospecie e dal 2011 non sono stati esaminati nuovi esemplari.